# Азербайджанський іредентизм

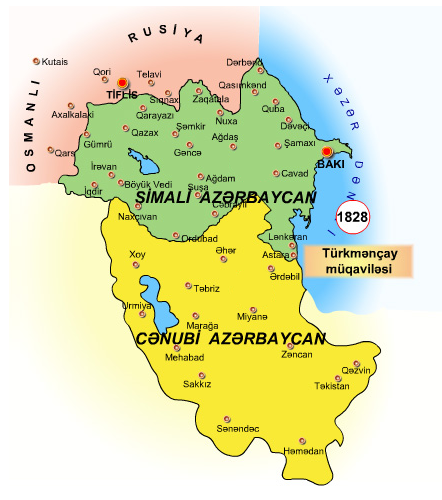
«Єдиний Азербайджан»

Азербайджанський іредентизм, Великий Азербайджан (азерб. Bütöv Azərbaycan) — полягає в ідеї об'єднання власне Азербайджану, Іранського Азербайджану, Дербентського району Дагестану, історичної області Борчали в Грузії, турецької провінції Игдир та всю Вірменію (азер. Qərbi Azərbaycan) в єдиний «Великий Азербайджан» (азерб. Bütöv Azərbaycan).

## Історія
У 1991 іранський азербайджанець Перуз Діланчі сформулював ідею «Великого[джерело не вказане 2091 день] Азербайджану», а тодішній президент Азербайджану Абульфаз Ельчибей визначив території на які може претендувати майбутня держава. Ідеї «Великого Азербайджану» були викладені в книзі Діланчі «Bütöv Azərbaycan yolunda», яка була видана в Анкарі у 1997 . Ельчибей вважав, що кордони Азербайджану мають простягатися від Дербента до Перської затоки.